# Divna čehavka
Divna čehavka ili divna plamenka (lat. Gymnopilus junonius) je nejestiva gljiva iz porodice Cortinariaceae. 

## Opis
- Klobuk divne čehavke je širok od 5 do 10 centimetara, zlatnožute boje s primjesom crvenog, pokriven je rđastosmeđim čehama koje kasnije nestaju; u mladosti polukuglast, poslije otvoren, za vrijeme kiše ljepljiv i sjajan.
- Listići su gusti, najprije uljanožućkasti, zatim kestenjastosmeđi.
- Stručak je žućkastosmeđ, vlaknasto čehav, prema dnu malo odebljan i na kraju korjenasto izdužen; nosi tipičan žućkast beršunast vjenčić po čemu se lako prepozna.
- Meso je žuto, nema mirisa, okus malo gorak.
- Spore su rđastosmeđe, eliptične, hrapave, 8 – 10 x 5 - 6 μm.

## Stanište
Divna čehavka raste ljeti i u jesen busenasto uz stabla ili na samom stablu hrasta i drugog bjelogoričnog drveća-       

## Upotrebljivost
Divna čehavka nije jestiva.

## Sličnosti
Postoji dosta sličnih gljiva i po morfološkim značajkama i po staništu. Vrsta Pholiota lucifera (Lasch) Quel. raste još i u crnogoričnim šumama. Vrsta Pholiota spumosa (Fr.) Singer ima veću dekoraciju stručka i raste na panjevima jele (lat. Abies alba). Sve spomenute vrste su nevaljale za jelo. 

## Vanjske poveznice
|  | Zajednički poslužitelj ima stranicu o temi Gymnopilus junonius    |
|  | Zajednički poslužitelj ima još gradiva o temi Gymnopilus junonius |
|  | Wikivrste imaju podatke o taksonu Gymnopilus junonius             |